# 山田善三
山田 善三（やまだ ぜんぞう、1889年（明治22年）12月5日 - 1947年（昭和22年）11月9日）は、明治末から昭和前期の日本の教育者、政治家。衆議院議員。

## 経歴
福岡県御原郡御原村（三井郡御原村、小郡町を経て現小郡市）で生まれる。1908年（明治41年）日本体育会体操学校高等本科（現日本体育大学）を卒業した。
福岡県立福岡高等女学校（現福岡県立福岡中央高等学校）教諭、同京都高等女学校（現福岡県立京都高等学校）教諭、福岡県立宗像高等実業女学校（現福岡県立宗像中学校・高等学校）長兼教諭、同宗像農学校長兼教諭、福岡県女子専門学校（現福岡女子大学）講師などを歴任した。
その後、福岡県中等学校購買組合専務理事、同県洋服統制組合理事長、同県武具統制組合理事長、同県中等学校制服 (有) 取締役社長、全中制服工業取締役、日本衣料製品統制監事などを務めた。
1946年（昭和21年）4月、第22回衆議院議員総選挙で同業者などの推薦を受けて福岡県第1区から日本自由党所属で出馬して当選し、衆議院議員に1期在任した。議員在任中に病を得て1年ほど療養し1947年11月に死去した。

## 親族
- 子息 山田英智（解剖学者）[3]